# 28e division d'infanterie (États-Unis)
Pour les articles homonymes, voir 28e division d'infanterie.

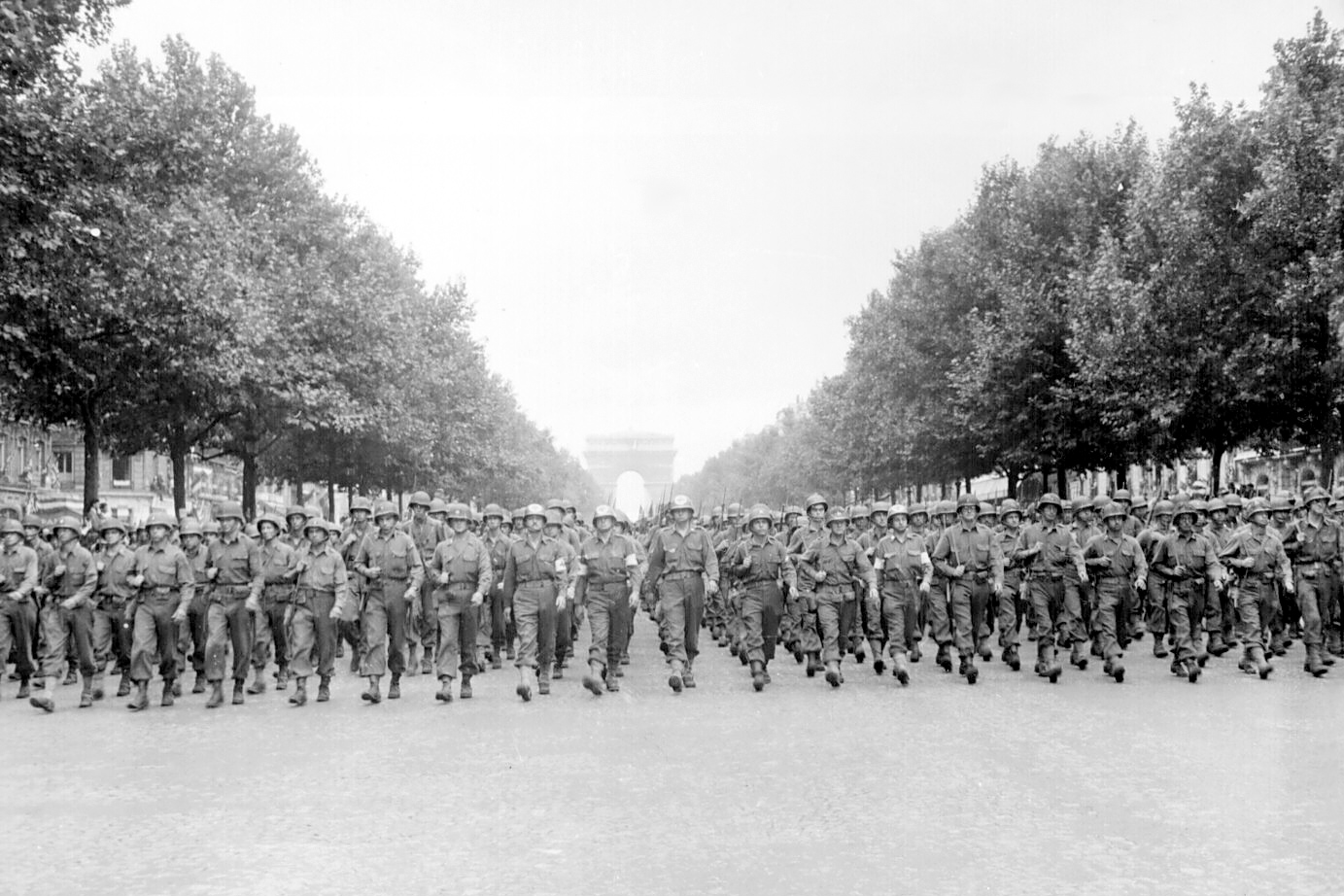
Soldats de la d'infanterie lors d'un défilé sur les Champs-Élysées après la Libération de Paris, 29 août 1944.

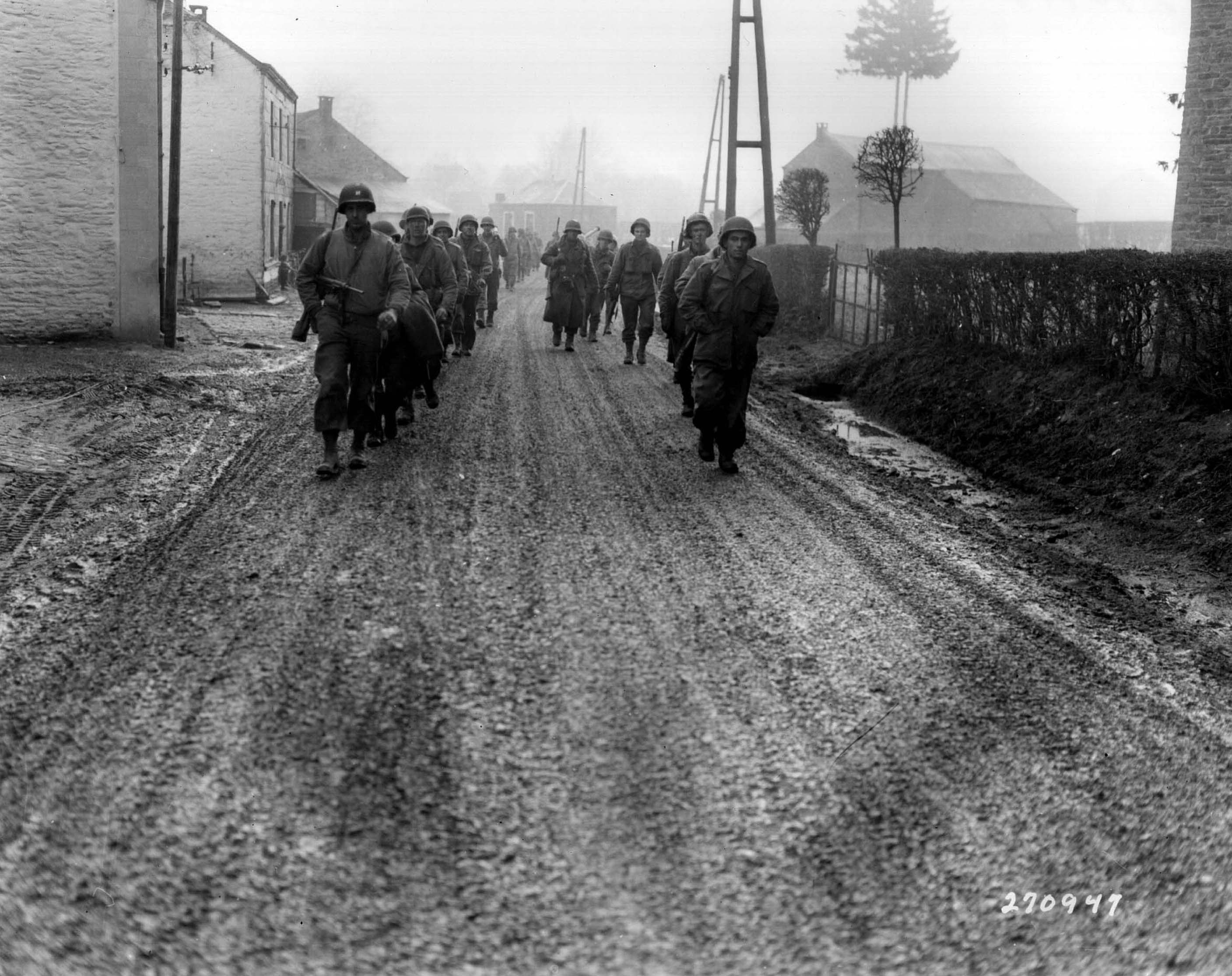
Soldats de la d'infanterie lors de la bataille des Ardennes.

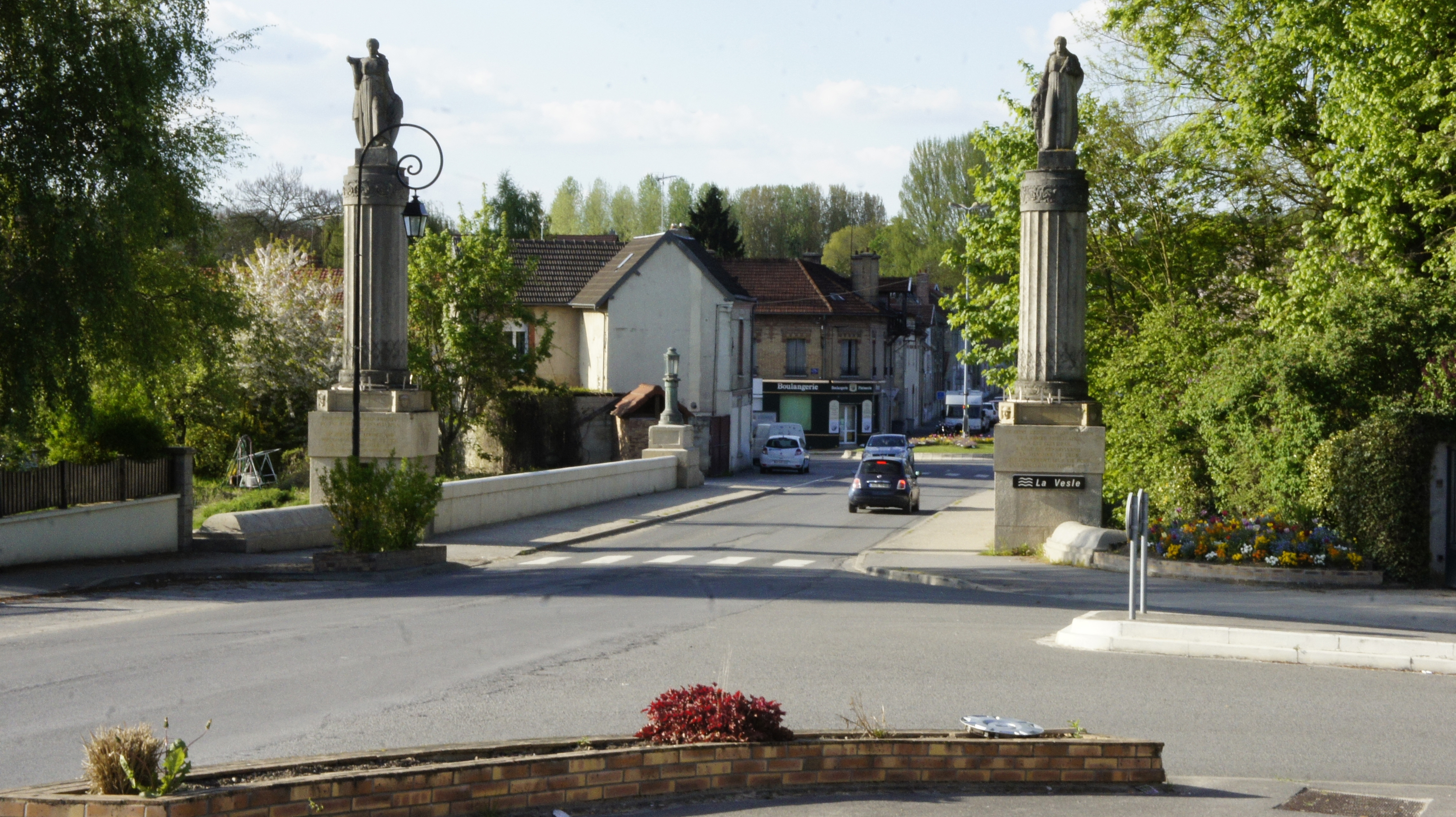
Pont à Fismes en hommage à l'implication de la d'infanterie lors des combats en Champagne.

La 28e division d'infanterie est une division de l'Army National Guard de l'armée de terre des États-Unis formée le 11 octobre 1917.

## Historique
Elle participe notamment à la guerre de Sécession, à la guerre hispano-américaine, à la guerre américano-philippine et aux deux conflits mondiaux sur le théâtre européen.
Lors de la Première Guerre mondiale les hommes de la 28e entrent dans l'histoire de France lors des combats impitoyables au corps à corps dans les rues de Fismes et de Fismette du mois d'août 1918. Après la bataille, les hommes de la division sont surnommés par le général Pershing « les Hommes de fer ».
Durant la Seconde Guerre mondiale, elle s'illustre lors de la Libération en 1944, prend part à l'opération Overlord, à la libération de la Belgique, par, notamment, la bataille de la forêt de Hürtgen et la bataille des Ardennes (Saint-Vith) et à la campagne d'Allemagne de 1945. La division est alors commandée par Omar Bradley (1942-43) puis par Norman Cota (1944-45).
Plus récemment, elle participe à la guerre d'Irak de 2003.

## Organigramme de la division

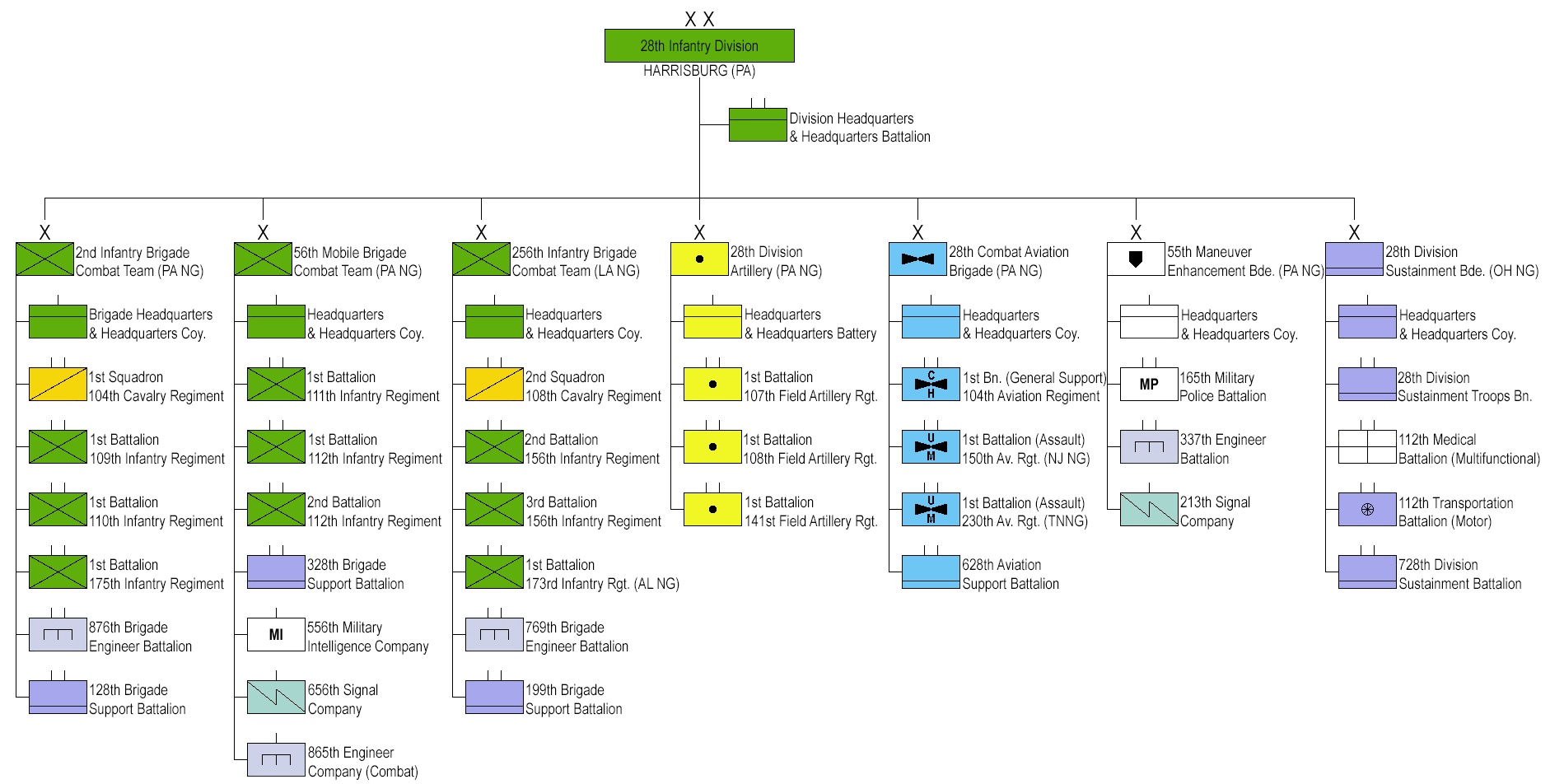
Organigramme de la d'infanterie.

### Sources
- (en) Cet article est partiellement ou en totalité issu de l’article de Wikipédia en anglais intitulé « 28th Infantry Division (United States) » (voir la liste des auteurs).